# 830
سنة 830 م هي سنة بسيطة بدأت يوم السبت حسب التقويم اليولياني

## أحداث
- الخوارزمي يقوم بتأليف كتاب حساب الجبر والمقابلة.

## مواليد
- إسحاق بن حنين
- محمد بن إسحاق بن راهويه
- الجنيد البغدادي عالم صوفي
- روريك
- كارلومان من بافاريا
- مالك بن طوق قائمة ويكيميديا

## وفيات
- سهل بن هارون